# Mannenmarathon van Tokio 2006
De Mannenmarathon van Tokio 2006 werd gelopen op 12 februari 2006. Het was de laatste keer dat deze wedstrijd gehouden werd. Hierna werd het evenement voortgezet als Tokyo Marathon, eveneens in het begin van het jaar, waar zowel mannen als vrouwen aan deel mochten nemen.
Deze wedstrijd werd gewonnen door de Ethiopiër Ambesse Tolase met een tijd van 2:08.58.

## Uitslagen
| rang   | naam              | land | tijd    |
| ------ | ----------------- | ---- | ------- |
| Goud   | Ambesse Tolosa    | ETH  | 2:08.58 |
| Zilver | Toshinari Takaoka | JPN  | 2:09.31 |
| Brons  | Sammy Korir       | KEN  | 2:10.07 |
| 4      | Satoshi Irifune   | JPN  | 2:10.47 |
| 5      | Yi-Yong Kim       | KOR  | 2:11.28 |
| 6      | Toshiya Katayama  | JPN  | 2:14.36 |
| 7      | Seiji Kobayashi   | JPN  | 2:16.52 |
| 8      | Manabu Itayama    | JPN  | 2:17.01 |
| 9      | Akinori Shibutani | JPN  | 2:17.36 |
| 10     | Morris Mureithi   | KEN  | 2:21.26 |
| 12     | Takashi Okubo     | JPN  | 2:24.22 |
| 13     | Koji Taniguchi    | JPN  | 2:24.38 |

Tokyo International Marathon (alleen mannen)

1981 · 1982 · 1983 · 1984 · 1985 · 1986 · 1987 · 1988 · 1989 · 1990 · 1991 · 1992 · 1993 · 1994 · 1995 · 1996 · 1997 · 1998 · 1999 · 2000 · 2001 · 2002 · 2003 · 2004 · 2005 · 2006

Tokyo International Women's Marathon (alleen vrouwen)

1979 · 1980 · 1981 · 1982 · 1983 · 1984 · 1985 · 1986 · 1987 · 1988 · 1989 · 1990 · 1991 · 1992 · 1993 · 1994 · 1995 · 1996 · 1997 · 1998 · 1999 · 2000 · 2001 · 2002 · 2003 · 2004 · 2005 · 2006 · 2007 · 2008

Tokyo Marathon (beide)

2007 · 2008 · 2009 · 2010 · 2011 · 2012 · 2013 · 2014 · 2015 · 2016 · 2017 · 2018 · 2019 · 2020 · 2021 · 2022 · 2023 · 2024